# Tânia Mara Fassoni-Giansante
Tânia Mara Fassoni-Giansante (nascida Tânia Mara Pilhalarme; Bauru, 11 de maio de 1956) é uma ex-atiradora esportiva brasileira. Competiu em duas edições de Jogos Olímpicos. Foi medalhista nos Jogos Pan-Americanos de 1991.

## Biografia
Antes de ser atiradora, chegou a tentar o vôlei e o basquete. Um primo, praticante de tiro, a convidou para empunhar um revólver. Tânia acertou todos os alvos. A partir de 1979, mudou-se para São Paulo, representando o clube Tietê. Usava o nome Tânia Fassoni durante a década de 1980.
Em 1982, disputou o Torneio Internacional Benito Juarez, na Cidade do México, ficando em terceiro lugar na pistola de ar. Competiu nos Jogos Pan-Americanos de 1983, ficando em quinto na pistola de ar.
Igualou o recorde brasileiro na pistola de ar em 1986, marca que pertencia à Débora Sour na época. Em 1988, conquistou a medalha de ouro na Copa do Mundo de Tiro na pistola de ar, em competição realizada no Rio de Janeiro. Nos Jogos Olímpicos de Seul, ficou em 22º na pistola esporte.
Na década de 1990, passou a assinar como Tânia Giansante. Nos Jogos Pan-Americanos de 1991, foi medalha de bronze na pistola de ar. No mesmo ano, venceu o Campeonato Sul-Americano na pistola esporte.
Competiu nos Jogos Olímpicos de Verão de 1992, em Barcelona. Ficou em 38º lugar na pistola esporte e em 45º na pistola de ar.
Esteve ainda na disputa da pistola esporte nos Jogos Pan-Americanos de 1999.
Após deixar as competições, seguiu com a carreira de psicóloga.